# Poa leioclada
Poa leioclada är en gräsart som beskrevs av Eduard Hackel. Poa leioclada ingår i släktet gröen, och familjen gräs. IUCN kategoriserar arten globalt som livskraftig. Inga underarter finns listade i Catalogue of Life.